# Villanueva de Alcorón (kommunhuvudort)
Villanueva de Alcorón är en kommunhuvudort i Spanien.   Den ligger i provinsen Provincia de Guadalajara och regionen Kastilien-La Mancha, i den centrala delen av landet, 130 km öster om huvudstaden Madrid. Villanueva de Alcorón ligger 1 263 meter över havet och antalet invånare är 296.
Terrängen runt Villanueva de Alcorón är platt åt nordost, men åt sydväst är den kuperad. Terrängen runt Villanueva de Alcorón sluttar västerut. Runt Villanueva de Alcorón är det mycket glesbefolkat, med 2 invånare per kvadratkilometer. Närmaste större samhälle är Cañizares, 18,5 km söder om Villanueva de Alcorón. 